# 麥特·蘇茲
馬修·史蒂芬·蘇茲（英語：Matthew Steven Schulze，1972年7月3日—）是一位美國男演員及音樂家。知名於電影《玩命關頭》（2001年）及《玩命關頭5》（2011年）的文斯（Vince）。其他演出作品如《刀锋战士》（1998年）、《非常人贩》（2002年）、《刀鋒戰士2》（2002年）與《極速酷客》（2004年）。

## 早期生活
麥特·蘇茲1972年7月3日生於密苏里州圣路易斯。在東聖路易斯的簡陋街區待過一段時間，16歲時搬到喬治亞州亞特蘭大，在亞特蘭大音樂學院（Atlanta Institute of Music）學習吉他。17歲搬回聖路易斯並教了一年吉他。1992年搬到加利福尼亞州洛杉磯成為一名錄音室音樂家，但最後選擇成為模特兒及演員。

## 作品列表

### 電影
| 年份 | 標題                   | 角色                         | 附註   |
| ---- | ---------------------- | ---------------------------- | ------ |
| 1998 | 《刀锋战士》           | 克雷斯（Crease）                   |        |
| 1999 | 《痴呆》（Dementia）           | 索尼（Sonny）                     |        |
| 2000 | 《擋不住的愛妹》       | 保羅（Paul）                     |        |
| 2001 | 《走向深渊的天使》（Downward Angel） | 約翰·亨特（John Hunter）                |        |
| 2001 | 《玩命關頭》           | 文斯（Vince）                     |        |
| 2002 | 《非常人贩》           | 戴倫·「華爾街」·貝藤科特（Darren "Wall Street" Bettencourt） |        |
| 2002 | 《刀鋒戰士2》          | 楚帕（Chupa）                     |        |
| 2002 | 《心是會騙人的》       | 肯尼（Kenny）                     |        |
| 2004 | 《深入虎穴》           | 費薩爾上校（Colonel Faisal）               |        |
| 2004 | 《極速酷客》           | 亨利·詹姆斯（Henry James）              |        |
| 2005 | 《赏金猎人》（Bounty Hunters）       | 杰羅尼莫（"Geronimo"）                 |        |
| 2006 | 《七木乃伊》（Seven Mummies）       | 洛克（"Rock"）                     |        |
| 2006 | 《终极行动》（Final Move）       | 丹·馬洛（Dan Marlowe）                  |        |
| 2007 | 《屍蹤現場》           | 卡斯蒂斯（Custis）                 |        |
| 2007 | 《雙面人魔》           | 米克斯（Meeks）                   |        |
| 2008 | 《收單人》（The Acquirer）         | 盧西安（Lucien）                   | 兼導演 |
| 2009 | 《精油人生拉警報》     | 威利（Willie）                     |        |
| 2011 | 《玩命關頭5》          | 文斯                         |        |
| 2018 | 《無厘取鬧：冒險樂園》 | 殺手                         |        |

### 電視
| 年份 | 標題                       | 角色            | 附註     |
| ---- | -------------------------- | --------------- | -------- |
| 1998 | 《海灘警騎隊》             | （）            | 單集："" |
| 1998 | 《聖女魔咒》               | 惠特克·伯曼（Whitaker Berman） | 單集："" |
| 1998 | 《第七天堂》               | 山姆（Sam）        | 單集："" |
| 2005 | 《CSI犯罪現場：邁阿密》    | 艾迪·戴維斯（Eddie Davids） | 單集："" |
| 2005 | 《法律与秩序：特殊受害者》 | 凱文·羅傑斯（Kevin Rogers） | 單集："" |
| 2007 | 《单身毒妈》               | 騎車手          | 單集："" |

## 外部連結
- 麥特·蘇茲在互联网电影资料库（IMDb）上的資料（英文）